# Hans Wehberg
Hans Wehberg (né le 15 décembre 1885 à Düsseldorf - mort le 30 mai 1962 à Genève) est un professeur de droit et un pacifiste allemand. Avec Walther Schücking, il est le fondateur de la théorie de droit international pacifiste. De 1924 à sa mort, il est l'éditeur de la Die Friedens-Warte. Il a également enseigné à l'Université de Fribourg-en-Brisgau où une petite bibliothèque porte son nom.

## Biographie
Né à Düsseldorf, la vie d'Hans Wehberg est celle d'un professeur de droit liée à une époque de changements profonds au niveau du droit international. Cette époque est marquée par les tentatives de construction d'un organe pour garantir la paix générale : les Conférences de la Haye de 1899 et 1907. Après la Seconde Guerre mondiale, naît l'Organisation des Nations unies, tout comme le Tribunal pénal international. Une nouvelle évolution des droits de l'homme est soulignée par la Déclaration des droits de l'homme de 1948.
C'est dans ce contexte que Hans Wehberg trace sa carrière de pacifiste constructif. Assistant à l'université de Kiel de 1917 à 1919, il devient secrétaire général de l'Institut de droit international et publie à partir de 1924 la Friedens-Warte où il s'oppose à la guerre et se prononce pour l'arbitrage, comme il le fait également à Genève à l'Institut Universitaire de Hautes Études Internationales qu'il fonde et où il enseigne à partir de 1928. Avec son ami Walther Schücking, Wehberg publie un commentaire très important sur la Société des Nations en 1921. C'est le premier ouvrage scientifique sur le sujet. En 1931, le texte est publié en deux tomes dans sa troisième édition. Le second tome ne paraît pas tout de suite, Wehberg et Schücking voulant attendre les résultats de la conférence sur le désarmements et l'harmonisation du Pacte Briand-Kellogg et du statut de la Société des Nations. Wehberg et Schücking y traitent de la naissance juridique de l'organisation, de sa philosophie, de son avenir et des traités de paix
Le combat pour imposer le droit pour régler la violence revient sans cesse au cours de sa vie. Juriste, il ne cessera de se confronter à ces problèmes en incorporant des éléments de sociologie et d'éthique. Hans Wehberg meurt le 30 mai 1962 à Genève.

### Interdire la guerre
Parallèlement à son travail sur la troisième édition du commentaire sur la charte de la Société des Nations, Wehberg tient une conférence à l'Académie de droit international de la Haye sur la proscription de guerre au sein de la Société des Nations. De cette conférence paraît un livre en langue allemande en 1930 puis par la suite une traduction anglaise. Sont tout d'abord traités les arrière-plans historiques puis sont analysés plus en profondeur la charte de la Société des Nations et son rapport à la guerre, le Pacte Briand-Kellogg, les Accords de Locarno et le protocole de Genève. Les thèses principales de Wehberg que l'on retrouve dans le second chapitre et qui vont influer ses futures publications et notamment la Friedens-Warte sont les suivantes :
1. La guerre en tant que moyen de règlement des querelles doit être complètement interdite.
2. La proscription seule de la guerre ne suffit pas : le moyen le plus important pour l'imposer est le désarmement radical, simultané et égalitaire de toutes les puissances de la Société des Nations.
3. La différenciation entre guerres bonne et mauvaise est difficilement imaginable. Ainsi l'occupation de territoires étrangers fait déjà partie des actions belliqueuses. La guerre défensive est l'un des problèmes les plus importants car il est d'une part difficile de déterminer le véritable agresseur et d'autre part, la mission d'une confédération organisée réside précisément dans le fait de résoudre les conflits de manière pacifiques. La guerre de sanction engagée par la communauté est encore davantage controversée.

## Éditeur de la Friedens-Warte 1924–1962
Un groupe de scientifiques du droit international et parmi eux Hans Wehberg s'emploie en 1923 à faire revivre l'organe porte-parole du mouvement pacifiste allemand, la Die Friedens-Warte, après la mort de son fondateur et éditeur Alfred Hermann Fried. Depuis la Seconde conférence de La Haye, Wehberg était en rapport étroit avec la Friedens-Warte. Il se met à la soutenir en la présentant dans ses amphithéâtres et en y publiant des articles sur le droit international. En 1912, il avait déjà publié une édition en remplacement de Fried. La publication dont va s'occuper Hans Wehberg à partir de 1924 jusqu'à sa mort en 1962 se divise en trois périodes :
- 1924–1928: La confrontation critique avec la Société des Nations est poursuivie et intensifiée. La proportion des contributions dans le domaine du droit international dans le journal augmente. Wehberg critique le fait que la charte de la SDN ne proscrive pas la guerre qui reste reconnue comme le dernier moyen politique. De plus, la SDN reste inefficace sans troupes policières chargées du maintien de la paix. Du fait de sa position neutre en ce qui concerne la question sur l'autorisation du fait militaire en général, la Friedens-Warte perd sa position de chef de l'opinion au sein du mouvement pacifiste. Avec l'entrée de Wehberg à l'Institut Universitaire de Hautes Etudes Internationales à Genève en 1928, la Friedenswarte tend de plus en plus à devenir une publication spécialisée en droit international. De plus le déménagement de Wehberg en Suisse et donc le déménagement de la publication permet à cette dernière de survivre en exil pendant la Seconde Guerre mondiale.
- 1928–1945: Jusqu'en 1933, la Friedens-Warte traite encore largement de la Deutsche Friedensgesellschaft et sur l'organisation du mouvement pacifiste. À partir de 1931, elle ne peut cependant pas se fermer aux thèmes développés par les partis de droite. En ce qui concerne la question de la justesse du Traité de Versailles et en particulier en ce qui concerne la question de la responsabilité allemande, Hans Wehberg tient une position médiane. Il souligne la faute partagée de l'Allemagne mais refuse la faute exclusive. Après l'interdiction de la Friedenswarte en Allemagne en 1936, Wehberg sort de sa réserve en ce qui concerne les nationaux-socialistes. Pendant la guerre, les thèmes se tournent vers la question du rôle d'arbitre de la SDN. Wehberg lance un sondage international pour savoir si la SDN doit être auparavant consultée lors de querelles inter étatiques.
- 1945–1962: Lorsque se dessine dans les dernières années de la guerre une nouvelle communauté internationale avec les États-Unis, Hans Wehberg s'empare du fait. Sa critique se dirige contre la position surélevée des superpuissances au sein du Conseil de Sécurité tout comme contre les faiblesses des institutions qui en sont inhérentes. Les Nations unies restent un sujet privilégié pour Wehberg après 1945. On retrouve comme thème l'unicité allemande, les Procès de Nuremberg ou encore plus tard l'énergie atomique tout comme l'unification européenne. Toutefois, sur le marché de l'édition, la Friedens-Warte ne parvient pas à se maintenir au même niveau qu'elle avait connu avant-guerre. Même le contact avec le mouvement pacifiste n'est pas renoué. De plus, beaucoup des revendications de la Friedens-Warte se retrouvent après la Seconde Guerre mondiale dans la charte des Nations unies. Avec la mort de Hans Wehberg en 1962, il semble que la Friedens-Warte soit condamnée à disparaître également. En 1974, un essai de relance a été fait, tout d'abord de manière irrégulière, puis après la réunification elle prend une nouvelle impulsion pour paraître aujourd'hui au rythme de quatre numéros par an.

## Œuvres (sélection)
- Das Beuterecht im Land- und Seekriege, dargestellt unter besonderer Berücksichtigung der modernen Entwicklung des internationalen Handels. Tübingen 1909.
- Kommentar zum Haager "Abkommen betreffend die friedliche Erledigung internationaler Streitigkeiten" vom 18. Oktober 1907. Tübingen 1911.
- Das Problem eines internationalen Staatengerichtshofs. München/Leipzig 1912.
- Das Papsttum und der Weltfriede. München/Gladbach 1915.
- Als Pazifist im Weltkriege. Leipzig 1919.
- Die Satzung des Völkerbundes, commenté (en collaboration avec Walther Schücking). Berlin 1921.
- Grundprobleme des Völkerbundes. Berlin 1926.
- Deutschland und die Friedensbewegung, Gutachten, erstattet dem Parlamentarischen Untersuchungsausschuß des Deutschen Reichstags. Das Werk des Untersuchungsausschusses der Verfassunggebenden Deutschen Nationalversammlung und des Deutschen Reichstages, 1919-1930. Berlin 1929.
- Der Kampf um die Reform des Völkerbundes (1920 bis 1934). Genf 1934.
- Das Projekt eines panamerikanischen Völkerbundes. Athen 1941.
- Die Organisation der Staatengemeinschaft nach dem Kriege. Das Problem einer wahren Repräsentation der Völker. In: Die Friedens-Warte 44, 1944, S. 49.
- Der amerikanische Plan einer internationalen Kontrolle der Atomenergie. Eine Einführung in die Arbeiten der Atomkommission der Vereinten Nationen. Dans : Die Friedens-Warte 47, 1947, p. 5.
- Ludwig Quidde. Ein deutscher Demokrat und Vorkämpfer der Völkerverständigung. Eingeleitet und zusammengestellt von Hans Wehberg. Offenbach am Main 1948.
- Krieg und Eroberung im Wandel des Völkerrechts. Frankfurt am Main 1953.